# 하이패스 플러스 카드
하이패스 플러스 카드는 하이플러스카드에서 발매하는 선불식 하이패스 카드로, 하이패스용 차량 단말기(OBU)에 삽입하여 사용하는 선불식 스마트카드다. 접촉식 거래용 IC칩과 비접촉식 거래용 IC칩이 결합된 콤비형 카드로, 차량 단말기(OBU)에 장착하여 사용 시 접촉식 IC칩을 통해서, 터치패드에 직접 태그해서 사용할 땐 여타 교통카드처럼 접촉식 IC칩과 연결된 내부의 안테나 코일을 이용하여 거래한다.
SM그룹 계열의 하이플러스카드에서 발행한다. 본래 하이플러스카드는 한국도로공사의 카드 부문을 2007년 7월 5일에 분할하여 자회사로 설립됐으며, 2011년 6월 3일 한국도로공사가 SM그룹 계열의 TK케미칼에 매각했다. 이후 한국도로공사는 한동안 카드 부문에서 손을 떼고 있었다가, 2017년 1월 9일에 "한국도로공사 하이패스 카드"라는 직영발행 카드를 새로 출시하며 카드 취급을 재개했다. 이 때 한국도로공사는 2015년부터 하이패스 플러스 카드의 취급을 단계적으로 종료한다고 공지했다가, 하이패스 플러스 카드의 요금소 충전만 중단하고 영업소 충전은 그대로 지원하기로 했다.
하이패스 플러스 카드는 편의점에서도 쉽게 구할 수 있다. 자동충전 기능이 없는 일반형과 자동충전 카드 2가지가 있으며, 자동충전 카드는 일반적인 ISO 타입 카드 외에 SIM식이 있다. SIM식은 2024년 8월 19일에 추가됐다. 공카드 가격은 ISO/SIM 모두 6,000원이다.
일반적으로 차량 단말기에 카드를 삽입한 후, 하이패스 차로를 통과함으로써 자동으로 통행료 지불이 완료된다. 부득이하게 차량 단말기의 문제 등으로 사용이 불가능할 경우 개방식 요금소에서는 터치 패드를 이용하거나 부스 내 직원에게 직접 건네어 통행료를 지불하면 된다. 폐쇄식 차로의 경우 고속도로 입구에서 고속도로 통행권을 받아서 고속도로 출구에서 통행권과 함께 카드를 직원에게 직접 건네면 통행료가 지불된다.
2008년 9월 10일에는 먼저 1단계로 경부고속도로 서울 만남의 광장 휴게소(부산방향)와 천안 휴게소(서울방향)에서 휴게소 내부의 편의점과 식당 등에서 전자화폐로써 결제가 가능해졌으며, 동년 10월 15일 2단계로 중부고속도로 하남드림 휴게소(구.하남 만남의 광장 휴게소)(통영방향)와 영동고속도로 여주휴게소(인천방향), 서해안고속도로 화성휴게소(목포방향)에서 전자화폐로써 사용이 가능해졌다. 2009년에 전국 전체 휴게소로 확대되었다.
하이패스 플러스 카드는 OBU에 장착해서 사용하는 접촉식 거래 외에도 타 교통카드처럼 비접촉식 거래도 가능하도록 설계되어 있지만, 고속도로/일부 유료도로 통행료와 고속도로 휴게소 외에는 버스나 도시철도 등 어떠한 교통 수단에서도 사용이 불가능하다. 그리고 고속도로 외 교통수단에 대한 호환에 관한 언급도 없는 상태다.

## 종류
카드는 기명식 카드와 무기명식 카드 두 가지가 있다. 기명식 카드는 전 차주에 1매씩 무료로 발급되고 있으며, 무기명식 카드는 5,000원의 발급 수수료를 받고 있다. 무기명식 카드에서 기명식 카드로 전환시 무기명식 카드 발급 수수료 5,000원을 환불받을 수 있다. 신청은 하이플러스카드 홈페이지나 고속도로 영업소, 휴게소에서 할 수 있다. 기명식 카드 사용시 혜택은 통행료 지불 내역이 인터넷에서 조회할 수 있으며, 카드 분실시 분실된 카드 정지와 함께 분실된 카드의 잔액을 이체받아 재발급 수수료 5,000원만 지불하고 재발급을 받을 수 있다.
하이패스 플러스 카드는 2021년 현재 수동으로 충전해서 사용하는 일반 카드와 일반카드 기능에 중소기업은행, 국민은행, NH농협은행, 하나은행, 우리은행과 제휴하여 2009년 1월부터 일정 금액 이하가 되면 지정 계좌에서 미리 약정 금액만큼 충전하는 자동충전 카드가 따로 발행 중이다. 자동충전 카드는 제휴 은행에서 바로 연계해서 판매하는 방식과, 편의점에서 구입한 후 하이플러스카드 홈페이지에 등록하는 셀프형으로 구분된다. 자동충전식 셀프형은 하이플러스카드 홈페이지에서 카드를 등록하고 24시간 후에 사용이 가능하며, 자동충전을 등록하자마자 금액이 충전되는 게 아니라 하이패스를 최초로 통과한 후에 충전 금액이 청구되는 방식이다. 자동충전식 카드는 구입한 직후 하이플러스카드 홈페이지에서 등록하지 않으면 카드를 사용할 수 없으며, 구입 직후 카드를 등록하지 않고 구입처에서 곧바로 충전을 시도하면 사용불가 카드로 처리하는 잠금장치가 걸려 있다. 또한 자동충전식 카드의 자동충전 기능을 해지하려면, 하이플러스카드 홈페이지나 고객센터에서는 해지할 수 없고 한국도로공사의 영업소에서만 가능하다. 반대로 자동충전을 해지했다가 재활성화할 때도 한국도로공사 영업소에서만 가능하다. SIM식 자동충전 카드는 자동충전 해지가 불가능하다. 한국도로공사의 직영 카드 중 하나인 "EX 모바일 충전카드"도 자동충전식 하이패스 플러스 카드처럼 고속도로 통행료 앱에 등록하지 않으면 카드를 사용할 수 없도록 설정되어 있다.
2009년 3월 25일부터 신용카드 회사에서 발행하는 후불식 카드가 사용되고 있다.
2024년 8월 19일에는 자동충전카드가 기존 ISO 타입 외에 SIM식이 추가됐다. 공카드 가격은 동일하다.
2024년 9월부터 공카드 가격이 5,000원에서 6,000원으로 인상됐다.

## 충전 할증
2009년 3월 25일부터 선불카드 충전액의 1~3% 할증이 폐지되었다. 충전은 1천원 이상 1천원 단위로 충전이 가능하며, 최대 충전 가능한 금액은 최고 50만 원이다.

## 충전 방법
하이패스 플러스 카드는 아래의 충전장소에서 잔액을 충전할 수 있다. 국토교통부의 One Card, All Pass 전국호환용 하이패스겸용 교통카드(레일플러스, 한페이, 캐시비)는 아래 충전소에서 충전할 수 없다.
| 충전방법                 | 운영시간        | 결제수단 | 비 고                          |
| ------------------------ | --------------- | --- | ------------------------------ |
| 하이플러스카드 홈페이지  | 24시간          | 신용카드 : 신한카드, 비씨카드 계좌이체 : 신한, 제일, 기업, 우리, 국민, 농협, 하나 씨티, 우체국, 부산, 경남, 전북, iM, 새마을금고 | 카드인식기 필수                |
| 고속도로 영업소 (사무실) | 24시간          | 현금, 전체 신용카드 | -                              |
| 고속도로 휴게소          | 08:00 ~ 20:00   | 현금, 신용카드 | -                              |
| 중소기업은행             | 00:10 ~ 23:40   | 현금 당 타행 계좌이체(영업시간에만 충전거래 가능)                                                                                | 전국 전지점                    |
| 신한은행                 | 07:00~23:00     | 당행 계좌이체, 삽입식으로만 충전 가능(RF판 불가)                                                                                 | (상기와 동일)                  |
| 하나은행                 | 09:00~17:30     | 현금, 당행 계좌이체 | (상기와 동일)                  |
| 공동망 ATM               | 00:10~23:40     | 신용카드 | NICE, 한네트, KIBank, 청호컴넷 |
| 휴대폰                   | 연중무휴 24시간 | 신한카드, 비씨카드 | LG유플러스                     |
| 기아 오토큐              | 영업시간 내     | 신용카드 | 전국 735개 영업소              |